# فيرمن باردو باردو
فيرمن باردو باردو (بالإسبانية: Fermín Pardo Pardo)‏ هو موسيقي ومدرس إسباني، ولد في 20 أبريل 1945 في Hortunas ‏ في إسبانيا.